# Age of Sail II
Age of Sail II est un jeu vidéo de type wargame développé par Akella Studios et publié par TalonSoft en 2001 sur PC. Le jeu fait suite à Age of Sail, publié en 1996. Le jeu se déroule au  XVIIIe siècle et retrace des batailles navales des Guerres de la Révolution française, des Guerres napoléoniennes et d'autres conflits de la période entre 1775 et 1820. Il se déroule en temps réel dans des environnements représentés en trois dimensions.
Le jeu bénéficie d’une extension, baptisée Privateer's Bounty, publié sous la forme d’un stand-alone en 2002.

## Système de jeu
Le gameplay de Age of Sail II comprend une minicarte, un gouvernail et des listes des navires en jeu. Le joueur contrôle un ou plusieurs navires, chacun doté d’un nombre défini de canons, de points de vie et de voiles. Il existe également des commandes permettant de régler la vitesse du jeu.
Pour remporter la victoire, le joueur doit soit forcer les navires ennemis à se rendre, soit les couler. Les dégâts infligés à un navire dépendent du type de munitions utilisées (boulet, chaîne, mitraille, boîte à mitraille) et de la cible visée (coque ou voile). Chaque tir inflige aussi des dégâts à l’équipage du navire. Les boîtes à mitraille sont spécifiquement conçues pour infliger des pertes à l’équipage. Moins un navire a d’hommes à bord, plus il est susceptible de se rendre. La vitesse des actions telles que la manœuvre des voiles, la réparation des dégâts ou le rechargement des canons est également affectée.
Le jeu a été critiqué à l’époque par certains testeurs pour son interface jugée trop complexe, voire dysfonctionnelle, rendant difficile la gestion des tâches par l’équipage pour maintenir un navire en état de fonctionnement. Le moteur graphique 3D a également été critiqué pour ses performances, pouvant descendre jusqu’à quatre images par seconde lors des grandes batailles navales,.

## Accueil
| Age of Sail 2 |      |       |
| Média         | Pays | Notes |
| GameSpot      | US   | 7/10  |
| Gamekult      | FR   | 6/10  |
| IGN           | US   | 75 %  |
| Jeuxvideo.com | FR   | 15/20 |
| Joystick      | FR   | 88 %  |